# Пикири (приток Параны)
Пикири́ (порт. Rio Piquiri) — река в западной части штата Парана на юге Бразилии, левый приток Параны.
Название реки происходит из языка тупи и переводится как «река мелкой рыбы».
Длина реки составляет примерно 660 км. Водосборный бассейн реки площадью 24 156 км² частично или полностью занимает территорию 31 муниципалитета.
Начинается на высоте около 1040 м над уровнем моря в горах Серра-ди-Сан-Жуан северо-западнее Гуарапуавы. В основном течёт на запад — северо-запад. Впадает в Парану на высоте примерно 220 м напротив острова Илья-Гранди на границе муниципалитетов Алтония и Терра-Роша к северо-востоку от Гуаиры.
Крупнейший приток — Канту.